# Hazelina
Hazelina is een geslacht van uitgestorven kreeftachtigen uit de klasse van de Ostracoda (mosselkreeftjes).

## Soorten
- Hazelina alexanderi Hazel, 1968 †
- Hazelina aquia (Schmidt, 1948) Moos, 1966 †
- Hazelina austinensis (Alexander, 1929) Damotte, 1988 †
- Hazelina brenonensis Babinot, 1980 †
- Hazelina capayensis (Marianos & Valentine, 1958) Moos, 1966 †
- Hazelina cupiossata (Crane, 1965) Hazel & Brouwers, 1982 †
- Hazelina derooi Bassiouni, 1970 †
- Hazelina divisa (Damotte, 1962) Damotte, 1975 †
- Hazelina dorsopleura (Swain, 1948) Moos, 1966 †
- Hazelina indigena Moos, 1966 †
- Hazelina karenzensis Pietrzeniuk, 1969 †
- Hazelina maanensis Bassiouni, 1970 †
- Hazelina midwayoides (Bold, 1946) Bold, 1970 †
- Hazelina nedlitzensis Pietrzeniuk, 1969 †
- Hazelina nova Szczechura, 1971 †
- Hazelina paranea Carbonnel & Oyede, 1991 †
- Hazelina parisiensis Guernet, 1984 †
- Hazelina pauca (Schmidt, 1948) Hazel, 1968 †
- Hazelina pusilla Colin, 1974 †
- Hazelina scitula Moos, 1966 †
- Hazelina thanetensis Keen, 1978 †